# Staver Motor Company
Staver Motor Company, vorher Staver Carriage Company, war ein US-amerikanischer Hersteller von Fahrzeugen.

## Unternehmensgeschichte
Henry C. Staver gründete 1899 die Staver Carriage Company in Chicago in Illinois. Er stellte Kutschen her. 1907 begann die Produktion von Automobilen. Der Markenname lautete Staver.
Henry Staver starb Ende 1907. Sein Sohn Harry B. Staver übernahm die Leitung. 1911 erfolgte die Umfirmierung in Staver Motor Company. 1912 wurde die Wagenabteilung von Mitchell Motors Company übernommen, was eine Quelle als schlechte Entscheidung darstellt.
1914 endete die Produktion. Die Partin-Palmer Manufacturing Company übernahm das Werk.

## Fahrzeuge
Von 1907 bis 1908 gab es nur das Model D. Es war ein Highwheeler. Er hatte einen Zweizylindermotor, der mit 18/20 PS angegeben war. Er trieb über ein Planetengetriebe und zwei Ketten die Hinterachse an. Gelenkt wurde mit einem Lenkhebel. Die Höchstgeschwindigkeit war mit 48 km/h relativ hoch für diese Fahrzeugart. Das Fahrgestell hatte 198 cm Radstand. Der Aufbau wurde Stanhope Buggy genannt und bot Platz für zwei Personen. Der Neupreis betrug 1000 US-Dollar. Zum Vergleich: Sears bot Highwheeler für 370 bis 495 Dollar an und Holsman für 650 bis 800 Dollar.
1909 wurde daraus das Model D. Der Motor leistete nun 24 PS. Der Radstand betrug 218 cm. Der Aufbau war ein Runabout mit zwei Sitzen. Der Preis konnte auf 950 Dollar gesenkt werden.
Danach erschienen modernere Fahrzeuge, die niedriger gebaut waren. Sie hatten Vierzylindermotoren, ein gewöhnliches Getriebe und Kardanantrieb. Sie waren jedes Jahr in zwei bis drei Leistungsstärken und mehreren Karosseriebauformen erhältlich. Die genauen Aufbauten pro Jahr und Typ sind der nachstehenden Tabelle zu entnehmen.
1910 gab es den 30 HP mit einem Motor, der 30 PS leistete. Der Radstand maß 284 cm. Außerdem stand der 45 HP mit einem 45-PS-Motor und 297 cm Radstand im Sortiment.
1911 blieb der 30 HP unverändert. Darüber rangierte der 35 HP mit 35 PS Leistung und wahlweise 284 oder 297 cm Radstand. Spitzenmodell war der 40 HP. Sein Motor leistete 40 PS. Der Radstand betrug 315 cm.
1912 entfiel das schwächste Modell. Der 35 HP hatte gewöhnlich 284 cm und in einigen Fällen 305 cm Radstand. Der 40 HP blieb unverändert.
1913 erhielten die einzelnen Aufbauten die Namen von Stadtteilen von Chicago. Zur Wahl standen 30 HP mit 305 cm Radstand, 35 HP mit 315 cm Radstand und 40 HP mit 325 cm Radstand.
Für das Modelljahr 1914 entfielen diese Namen wieder. Das Model 45 leistete 45 PS und hatte 300 cm Radstand. Im Model 55 leistete der Motor 55 PS. Der Radstand maß 305 cm. Neues Spitzenmodell war das Model 65. Es hatte einen Sechszylindermotor mit 70 PS Leistung. Der Radstand betrug 351 cm.
Zumindest der 35 HP hatte einen Motor von Teetor-Hartley. 4,5 Zoll (114,3 mm) Bohrung und 5 Zoll (127 mm) Hub ergaben 5212 cm³ Hubraum.

## Modellübersicht
| Jahr      | Modell   | Ausführung | Zylinder | Leistung (PS) | Radstand (cm) | Aufbau |
| --------- | -------- | ---------- | -------- | ------------- | ------------- | --- |
| 1907–1908 | Model D  |            | 2        | 18/20         | 198           | Stanhope Buggy 2-sitzig |
| 1909      | Model 20 |            | 2        | 24            | 218           | Runabout 2-sitzig |
| 1910      | 30 HP    | Model H    | 4        | 30            | 284           | Tourenwagen 5-sitzig |
| 1910      | 30 HP    | Model I    | 4        | 30            | 284           | Torpedo 5-sitzig |
| 1910      | 30 HP    | Model J    | 4        | 30            | 284           | Surrey 4-sitzig |
| 1910      | 30 HP    | Model K    | 4        | 30            | 284           | Baby Tonneau 4-sitzig |
| 1910      | 45 HP    | Model L    | 4        | 45            | 297           | Runabout |
| 1910      | 45 HP    | Model M    | 4        | 45            | 297           | Tourenwagen |
| 1911      | 30 HP    | Model B    | 4        | 30            | 284           | Baby Tonneau 4-sitzig |
| 1911      | 30 HP    | Model F    | 4        | 30            | 284           | Fore-Door Tourenwagen 5-sitzig |
| 1911      | 30 HP    | Model R    | 4        | 30            | 284           | Torpedo-Roadster 5-sitzig |
| 1911      | 30 HP    | Model RR   | 4        | 30            | 284           | Racing Roadster 2-sitzig |
| 1911      | 30 HP    | Model T    | 4        | 30            | 284           | Tourenwagen 5-sitzig |
| 1911      | 35 HP    | Model I    | 4        | 35            | 284           | Roadster |
| 1911      | 35 HP    | Model I    | 4        | 35            | 297           | Tourenwagen 5-sitzig, Fore-Door Tourenwagen 5-sitzig |
| 1911      | 40 HP    | Model R    | 4        | 40            | 315           | Tourenwagen 7-sitzig, Fore-Door Tourenwagen 7-sitzig, Coupé, Limousine |
| 1912      | 35 HP    | Model B    | 4        | 35            | 284           | Fore-Door Tourenwagen 5-sitzig |
| 1912      | 35 HP    | Model BT   | 4        | 35            | 284           | Baby Tonneau 4-sitzig |
| 1912      | 35 HP    | Model C    | 4        | 35            | 284           | Coupé |
| 1912      | 35 HP    | Model D    | 4        | 35            | 284           | Limousine |
| 1912      | 35 HP    | Model F    | 4        | 35            | 305           | Fore-Door Tourenwagen, Special |
| 1912      | 35 HP    | Model R    | 4        | 35            | 284           | Torpedo-Roadster 5-sitzig |
| 1912      | 35 HP    | Model RR   | 4        | 35            | 284           | Racing Roadster 2-sitzig |
| 1912      | 40 HP    | Model F    | 4        | 40            | 315           | Fore-Door Tourenwagen |
| 1912      | 40 HP    | Model L    | 4        | 40            | 315           | Limousine |
| 1912      | 40 HP    | Model RR   | 4        | 40            | 315           | Racing Roadster 2-sitzig |
| 1912      | 40 HP    | Model T    | 4        | 40            | 315           | Tourenwagen 5-sitzig und 7-sitzig |
| 1913      | 30 HP    |            | 4        | 30            | 305           | Algonquin Speed Roadster |
| 1913      | 35 HP    |            | 4        | 35            | 315           | Englewood Tourenwagen 5-sitzig, Englewood Limited Tourenwagen 5-sitzig, Edgewater Tourenwagen 5-sitzig, Newport Tourenwagen 5-sitzig, Greyhound Speed Roadster 4-sitzig, Beverly Tourenwagen 5-sitzig, Berkley Tonneau 4-sitzig, Lakeport Roadster, South Shore Colonial Coupé, North Shore Limousine |
| 1913      | 40 HP    |            | 4        | 40            | 315           | Dictator Tourenwagen 5-sitzig |
| 1914      | Model 45 |            | 4        | 45            | 300           | Tourenwagen 5-sitzig, Roadster 2-sitzig |
| 1914      | Model 55 |            | 4        | 55            | 305           | Tourenwagen 5-sitzig, Speedster 2-sitzig |
| 1914      | Model 65 |            | 6        | 70            | 351           | Tourenwagen 5-sitzig und 7-sitzig |

## Produktionszahlen
Eine Quelle gibt die Produktionszahlen pro Jahr an und kommt damit auf 7092 Fahrzeuge. Eine andere Quelle nennt insgesamt 5880 Fahrzeuge, darunter 800 Highwheeler.
| Jahr  | Produktionszahl |
| ----- | --------------- |
| 1907  | 213             |
| 1908  | 374             |
| 1909  | 426             |
| 1910  | 816             |
| 1911  | 1110            |
| 1912  | 1316            |
| 1913  | 1410            |
| 1914  | 1427            |
| Summe | 7092            |

Etwa fünf Fahrzeuge existieren noch.
Ein erhalten gebliebener 35 HP von 1911 wurde 2004 für rund 50.000 Euro versteigert.